# Tesson
Tesson är en kommun i departementet Charente-Maritime i regionen Nouvelle-Aquitaine i västra Frankrike. Kommunen ligger  i kantonen Gémozac som ligger i arrondissementet Saintes. År 2022 hade Tesson 1 144 invånare.

## Befolkningsutveckling
Antalet invånare i kommunen Tesson
Referens:INSEE